# Woodsia mollis
Woodsia mollis är en hällebräkenväxtart som först beskrevs av Georg Friedrich Kaulfuss, och fick sitt nu gällande namn av John Smith. Woodsia mollis ingår i släktet Woodsia och familjen Woodsiaceae. Inga underarter finns listade.